# لزلی اسمیت
لزلی اسمیت (انگلیسی: Leslie Smith؛ زادهٔ ۱۷ اوت ۱۹۸۲) ورزشکار هنرهای رزمی ترکیبی اهل ایالات متحده آمریکا است. وی از سال ۲۰۰۸ میلادی تاکنون مشغول فعالیت بوده‌است.